# J. League Division 1 2008
La temporada de 2008 de la J. League fue el decimoquinto campeonato profesional de Japón celebrado en el país. Tuvo lugar desde el 8 de marzo hasta el 6 de diciembre de 2008, y contó con dieciocho equipos en J1 y quince en J2 tras la entrada de FC Gifu y Roasso Kumamoto.
El vencedor de ese año fue Kashima Antlers.

## Ascensos y descensos
| Pos | Ascendidos de la J. League Division 2 2007 |
| --- | ------------------------------------------ |
| 1.º | Consadole Sapporo                          |
| 2.º | Tokyo Verdy 1969                           |
| 3.º | Kyoto Sanga                                |

| Pos  | Descendidos en la temporada 2007 |
| ---- | -------------------------------- |
| 16.º | Sanfrecce Hiroshima              |
| 17.º | Ventforet Kofu                   |
| 18.º | Yokohama F.C.                    |

## Sistema del campeonato
El que quede primero al término de la liga regular es el campeón de liga. Los tres primeros clasificados se clasifican para la Liga de Campeones de la AFC, mientras que el campeón de Copa del Emperador juega el Campeonato Pan-Pacífico. En cuanto al descenso, los dos últimos perdían la categoría mientras que el antepenúltimo disputaba una promoción a ida y vuelta frente al tercer clasificado de la J2.

### Equipos de la J. League 1
| - Albirex Niigata - Consadole Sapporo - FC Tokyo - JEF United Ichihara Chiba - Gamba Osaka - Júbilo Iwata |  | - Kashima Antlers - Kashiwa Reysol - Kawasaki Frontale - Kyoto Sanga FC - Nagoya Grampus - Oita Trinita |  | - Omiya Ardija - Shimizu S-Pulse - Tokyo Verdy - Urawa Red Diamonds - Vissel Kobe - Yokohama F. Marinos |

### Equipos de la J. League 2
| - Avispa Fukuoka - Cerezo Osaka - Ehime FC - FC Gifu - Mito HollyHock |  | - Montedio Yamagata - Roasso Kumamoto - Sagan Tosu - Sanfrecce Hiroshima - Shonan Bellmare |  | - Thespa Kusatsu - Tokushima Vortis - Vegalta Sendai - Ventforet Kofu - Yokohama FC |

El sistema de competición en la J1 y la J2 es de liga regular. La J1 disputaba ida y vuelta, mientras que la J2 jugaba el tres rondas con ida, vuelta e ida. El sistema de puntuación es 3 puntos por victoria, 1 por empate y 0 por la derrota.

## J. League 1
El decimoquinto aniversario desde el establecimiento del fútbol profesional en Japón estuvo caracterizado por la victoria de Gamba Osaka en la Liga de Campeones de la AFC y bastantes sorpresas entre los equipos. Tanto la lucha por el campeonato como por eludir el descenso a J2 estuvieron disputadas hasta las últimas jornadas, y múltiples equipos considerados como potencias de la liga como Júbilo Iwata atravesaron dificultades deportivas que casi les cuestan el descenso de categoría.
Kashima Antlers revalidó su título de Liga tras dominar el campeonato durante la mayor parte del mismo, aunque con otros equipos como Kawasaki Frontale o Nagoya Grampus al acecho. La temporada de sorpresas vino acompañada de la victoria de Oita Trinita en la Copa del Emperador. Por otra parte, descendieron a J2 Tokyo Verdy y Consadole Sapporo mientras que Júbilo Iwata terminó jugando la promoción.

### Clasificación
| Pos. | Equipo              | Pts. | PJ | G  | E  | P  | GF | GC | Dif. | Clasificación o descenso                          |
| ---- | ------------------- | ---- | -- | -- | -- | -- | -- | -- | ---- | ------------------------------------------------- |
| 1    | Kashima Antlers (C) | 63   | 34 | 18 | 9  | 7  | 56 | 30 | +26  | Clasificado a la Liga de Campeones de la AFC 2009 |
| 2    | Kawasaki Frontale   | 60   | 34 | 18 | 6  | 10 | 65 | 42 | +23  | Clasificado a la Liga de Campeones de la AFC 2009 |
| 3    | Nagoya Grampus      | 59   | 34 | 17 | 8  | 9  | 48 | 35 | +13  | Clasificado a la Liga de Campeones de la AFC 2009 |
| 4    | Oita Trinita        | 56   | 34 | 16 | 8  | 10 | 33 | 24 | +9   |                                                   |
| 5    | Shimizu S-Pulse     | 55   | 34 | 16 | 7  | 11 | 50 | 42 | +8   |                                                   |
| 6    | F.C. Tokyo          | 55   | 34 | 16 | 7  | 11 | 50 | 46 | +4   |                                                   |
| 7    | Urawa Red Diamonds  | 53   | 34 | 15 | 8  | 11 | 50 | 42 | +8   |                                                   |
| 8    | Gamba Osaka         | 50   | 34 | 14 | 8  | 12 | 46 | 49 | −3   | Clasificado a la Liga de Campeones de la AFC 2009 |
| 9    | Yokohama F. Marinos | 48   | 34 | 13 | 9  | 12 | 43 | 32 | +11  |                                                   |
| 10   | Vissel Kobe         | 47   | 34 | 12 | 11 | 11 | 39 | 38 | +1   |                                                   |
| 11   | Kashiwa Reysol      | 46   | 34 | 13 | 7  | 14 | 48 | 45 | +3   |                                                   |
| 12   | Omiya Ardija        | 43   | 34 | 12 | 7  | 15 | 36 | 45 | −9   |                                                   |
| 13   | Albirex Niigata     | 42   | 34 | 11 | 9  | 14 | 32 | 46 | −14  |                                                   |
| 14   | Kyoto Sanga         | 41   | 34 | 11 | 8  | 15 | 37 | 46 | −9   |                                                   |
| 15   | JEF United Chiba    | 38   | 34 | 10 | 8  | 16 | 36 | 53 | −17  |                                                   |
| 16   | Júbilo Iwata        | 37   | 34 | 10 | 7  | 17 | 40 | 48 | −8   | Promoción J1/J2                                   |
| 17   | Tokyo Verdy         | 37   | 34 | 10 | 7  | 17 | 38 | 50 | −12  | Descendido a J. League Division 2 2009            |
| 18   | Consadole Sapporo   | 18   | 34 | 4  | 6  | 24 | 36 | 70 | −34  | Descendido a J. League Division 2 2009            |

 Fuente: J. League Data Site: 2008 J.LEAGUE Division 1 League table
Criterios de clasificación: 1) puntos; 2) diferencia de goles; 3) número de goles marcados; 4) resultados entre los equipos en cuestión.
Notas:
1. ↑  Gamba Osaka se clasificó para la Liga de Campeones de la AFC 2009 al ganar la Copa del Emperador 2008.

Sistema de puntuación: Victoria = 3 puntos; Empate (E) = 1 punto; Derrota = 0 puntos
|                                    |
|                                    |
| Campeón Kashima Antlers 6.º título |

## J. League 2
La expansión de la J2 a quince clubes y su progresivo aumento en temporadas posteriores provocaron un debate sobre un cambio de modelo en la división, ya que la carga de partidos (un total de 56) podía ser considerada como excesiva para los jugadores. La organización decidió sin embargo mantenerlo ese año, ya que de haberse celebrado de forma similar a la J1 solo se habrían jugado 28 encuentros, por lo que optó por una solución temporal de 3 rondas/42 partidos hasta una próxima ampliación.
Sanfrecce Hiroshima dominó el campeonato de forma absoluta, con 100 puntos y una ventaja de 22 sobre el segundo clasificado. La lucha por la otra plaza de ascenso directo estuvo más disputada, pero fue para Montedio Yamagata que se consolidó como revelación del torneo y logró su primer ascenso a J1. Y en tercer lugar quedó Vegalta Sendai, que sin embargo no logró ascender al perder en la promoción frente a Júbilo Iwata por un acumulado de 3-2.
Cuatro equipos de las categorías semiprofesionales cumplían los criterios para el profesionalismo, de los cuales tres (Fagiano Okayama, Kataller Toyama y Togichi SC) terminaron entre las cuatro primeras plazas de la JFL. Por ello, jugarían en la J2 la próxima temporada y el número de clubes ascendió a dieciocho.

### Clasificación
| Puesto | Equipo              | Ptos | V  | E  | P  | GF | GC | DG  | Nota                        |
| ------ | ------------------- | ---- | -- | -- | -- | -- | -- | --- | --------------------------- |
| 1      | Sanfrecce Hiroshima | 100  | 31 | 7  | 4  | 99 | 35 | +64 | Asciende                    |
| 2      | Montedio Yamagata   | 78   | 23 | 9  | 10 | 66 | 40 | +26 | Asciende                    |
| 3      | Vegalta Sendai      | 70   | 18 | 16 | 8  | 62 | 47 | +15 | Promoción J1-J2 No asciende |
| 4      | Cerezo Osaka        | 69   | 21 | 6  | 15 | 81 | 60 | +21 |                             |
| 5      | Shonan Bellmare     | 65   | 19 | 8  | 15 | 68 | 48 | +20 |                             |
| 6      | Sagan Tosu          | 64   | 19 | 7  | 16 | 50 | 51 | -1  |                             |
| 7      | Ventforet Kofu      | 59   | 15 | 14 | 13 | 56 | 47 | +9  |                             |
| 8      | Avispa Fukuoka      | 58   | 15 | 13 | 14 | 55 | 66 | -11 |                             |
| 9      | Thespa Kutatsu      | 53   | 13 | 14 | 15 | 45 | 52 | -7  |                             |
| 10     | Yokohama FC         | 50   | 11 | 17 | 14 | 51 | 56 | -5  |                             |
| 11     | Mito HollyHock      | 47   | 13 | 8  | 21 | 52 | 70 | -18 |                             |
| 12     | Roasso Kumamoto     | 43   | 10 | 13 | 19 | 46 | 72 | -26 |                             |
| 13     | FC Gifu             | 42   | 10 | 12 | 20 | 41 | 69 | -28 |                             |
| 14     | Ehime FC            | 37   | 9  | 10 | 23 | 39 | 66 | -27 |                             |
| 15     | Tokushima Vortis    | 29   | 7  | 8  | 27 | 40 | 72 | -32 |                             |

Sistema de puntuación: Victoria = 3 puntos; Empate (E) = 1 punto; Derrota = 0 puntos

### Promoción por el ascenso
| 10 de diciembre de 2008 |  | Vegalta Sendai | 1 | - | 1 | Júbilo Iwata   |  | Estadio de Sendai |
| 13 de diciembre de 2008 |  | Júbilo Iwata   | 2 | - | 1 | Vegalta Sendai |  | Estadio Yamaha    |

## Premios

### Individuales
- Jugador más valioso del campeonato: Marquinhos (Kashima Antlers)
- Máximo goleador: Marquinhos, 21 goles (Kashima Antlers)
- Mejor debutante: Yoshizumi Ogawa (Nagoya Grampus)
- Mejor entrenador: Oswaldo de Oliveira (Kashima Antlers)

### Mejor once inicial
| Posición | Futbolista          | Club                | País              |
| -------- | ------------------- | ------------------- | ----------------- |
| GK       | Seigo Narazaki      | Nagoya Grampus      | Bandera de Japón  |
| DF       | Daiki Iwamasa       | Kashima Antlers     | Bandera de Japón  |
| DF       | Atsuto Uchida       | Kashima Antlers     | Bandera de Japón  |
| DF       | Marcus Tulio Tanaka | Urawa Red Diamonds  | Bandera de Japón  |
| DF       | Yuji Nakazawa       | Yokohama F. Marinos | Bandera de Japón  |
| DF       | Satoshi Yamaguchi   | Gamba Osaka         | Bandera de Japón  |
| MF       | Kengo Nakamura      | Kawasaki Frontale   | Bandera de Japón  |
| MF       | Yoshizumi Ogawa     | Nagoya Grampus      | Bandera de Japón  |
| MF       | Yasuhito Endō       | Gamba Osaka         | Bandera de Japón  |
| FW       | Marquinhos          | Kashima Antlers     | Bandera de Brasil |
| FW       | Atsushi Yanagisawa  | Kyoto Sanga F.C.    | Bandera de Japón  |